# Jeffrey Sarpong
Jeffrey Sarpong (ur. 3 sierpnia 1988 w Amsterdamie) – piłkarz holenderski grający na pozycji ofensywnego pomocnika.

## Kariera klubowa
Rodzice Sarponga pochodzą z Ghany, ale on sam urodził się już w Amsterdamie, do którego wyemigrowali państwo Sarpongowie. Jako młody chłopiec trafił do szkółki piłkarskiej jednej z najbardziej utytułowanych drużyn w Holandii, Ajaksu Amsterdam. W 2005 roku w wieku 17 lat awansował do pierwszej drużyny i 22 grudnia zadebiutował w wygranym 6:1 wyjazdowym meczu z FC Eindhoven, rozegranym w ramach Pucharu Holandii, a on sam zmienił w 74. minucie Angelosa Charisteasa. W Eredivisie zadebiutował dopiero 5 lutego 2006, a Ajax przegrał na wyjeździe z Feyenoordem 2:3. Ogółem w całym sezonie 9-krotnie wybiegł na boisko w lidze, a obiecująca postawa spowodowała, że latem zainteresowała się nim Chelsea F.C., ale sam Sarpong ostatecznie pozostał na sezon 2006/2007 w Ajaksie, z którym ma podpisany kontrakt do 2008 roku. Został z nim wicemistrzem oraz zdobył Puchar Holandii (nie zagrał żadnego spotkania).
W 2010 roku został wypożyczony do NEC Nijmegen, a latem odszedł do hiszpańskiego Realu Sociedad. Na początku 2012 roku wypożyczono go do NAC Breda, a latem 2012 do Hérculesa Alicante. W 2013 roku wrócił do NAC Breda.
| Sezon   | Klub          | Kraj      | Rozgrywki        | Mecze | Bramki |
| ------- | ------------- | --------- | ---------------- | ----- | ------ |
| 2005/06 | AFC Ajax      | Holandia  | Eredivisie       | 9     | 0      |
| 2006/07 | AFC Ajax      | Holandia  | Eredivisie       | 0     | 0      |
| 2007/08 | AFC Ajax      | Holandia  | Eredivisie       | 1     | 0      |
| 2008/09 | AFC Ajax      | Holandia  | Eredivisie       | 10    | 1      |
| 2009/10 | NEC Nijmegen  | Holandia  | Eredivisie       | 15    | 0      |
| 2010/11 | Real Sociedad | Hiszpania | Primera División | 16    | 1      |
| 2011/12 | Real Sociedad | Hiszpania | Primera División | 3     | 0      |
| 2011/12 | NAC Breda     | Holandia  | Eredivisie       | 11    | 1      |
| 2012/13 | Hércules CF   | Hiszpania | Segunda División | 13    | 1      |
| 2013/14 | NAC Breda     | Holandia  | Eredivisie       |       |        |

## Kariera reprezentacyjna
W 2005 roku Sarpong z reprezentacją Holandii U-17 wziął udział w Młodzieżowych Mistrzostwach Świata U-17 w Peru. Zagrał tam we wszystkich meczach, zdobył 2 gole, a z Holandią wywalczył brązowy medal.